# Zsizsmann Kristóf
Zsizsmann Kristóf (Kolozsvár, 1933. május 31. – Kolozsvár, 2018. február 26.) erdélyi magyar matematika-fizika szakos tanár, természettudományi szakfordító, tankönyvszerkesztő, húga Zsizsmann Ilona (1936), felesége Maksay Mária (1935).

## Életútja, munkássága
Középiskoláit szülővárosában, a Római Katolikus Főgimnáziumban (1943–47), majd a Gh. Bariţiu Líceumban (1947–51) végezte. A Bolyai Tudományegyetemen matematika–fizika szakos tanári oklevelet szerzett (1954). Előbb (1954–55) a vajdakamarási általános iskolában tanított matematikát és fizikát, majd 1955–57 között a Technikai Könyvkiadó szerkesztője, 1957–60 között az Állami Irodalmi és Művészeti Kiadó műszaki szerkesztője (közben a Brassai Sámuel Líceumban matematikatanár), 1960–87 között a Tanügyi és Pedagógiai Könyvkiadó kolozsvári részlegének szerkesztője. Ennek felszámolása után, 1987-ben a tanügybe került: 1990-ig, nyugdíjba vonulásáig a kolozsvári 5. sz. Általános Iskolában volt matematikatanár.

## Munkássága
A Matematikai kislexikon (Bukarest, 1983. Kriterion Kézikönyvek) társszerzője. 1958-tól önállóan vagy társfordítóként részt vett az általános iskolák IV–V., valamint a líceumok X. osztályai számára készült matematika és a líceumok I–II. osztályai számára készült trigonometria tankönyvek fordításában.

## Fordításai románból
- V. Marian: Newton, a tudomány építője (Bukarest, 1964);
- Margareta Craiu: Hangok, zörejek, zajszennyeződés (Bukarest, 1975. Tudomány mindenkinek).